# Cratere Sapas
Sapas è un cratere sulla superficie di Ganimede.